# グワァー
グワァー（英語名：GWAR）はアメリカ合衆国バージニア州のヘヴィメタルバンド。グウォー（初期のメーカー表記）、グオー、グヲォー、グオォー、グワーなどといろいろなカナ表記がなされているが、英語での発音により忠実なカナ表記は「グワァー」である。正確な単語のつづりはすべてが大文字である。

## 略歴
1984年にバージニア州芸術大学での課題としてバンド結成。1990年にアルバム『スカムドッグス・オブ・ザ・ユニバース』にてデビュー。
2014年1月11日に日本ツアーの開催が発表され、3月6日・7日に大阪と東京で来日公演が行われた。

## 音楽の分野
ヘヴィメタルの分野に入るが、パンク、スラッシュメタルやハードコアの影響が入っている。

## コンセプト
地球に迷い込んだ宇宙人。人間を殺し、地球を制覇するのが目的。

## コンサート・ライブの内容
1年間の半分は、アメリカ、カナダとヨーロッパでのツアーを行っている。
ライブは90分から120分の長さ。グワァーの曲と共にいろいろなキャラクターがステージに上がり、グワァーと戦い処刑をされる。この際にグワァーの捕虜とされている人間（奴隷）がグワァーのお手伝いをする。実在の人物を模したキャラクターとしては、ウサーマ・ビン・ラーディン、サッダーム・フセイン、マイケル・ジャクソン、アドルフ・ヒトラーなどがいる。
また、グワァーの敵と言われているキャラクターとの対戦もある。
処刑が行われる時にキャラクターから血が吹き上げ、観客に向けて吹きかけられる。ステージから、10メートル範囲だとこの血がかかるため、グワァーの処刑の血に染まりたいファンが多く、ステージに近い所に立つ事が目的のファンが多い。

## 他のバンドへの影響
スリップノットやローディへの影響が有名。聖飢魔IIとコンサートなどでのエンターテイメントを比較されるが、内容は異なる。

## メンバー
※カッコ内はキャラクターの本名

### 現メンバー
- ヴォーサー (Michael Bishop) - ボーカル
- バルサック・ジョーズ・オブ・デス (Mike Derks) - ギター
- ジズマック・ダ・ギャシャー (Brad Roberts) - ドラム
- ビーフ・ケーキ・ザ・マイティー (Jamison Land) - ベース
- プストラス・マキシマス (Brent Purgason) - ギター

### 旧メンバー
- オーデラス・ウランガス (Dave Brockie) - ボーカル
  - 2014年3月23日、自宅にて遺体で発見された。50歳没[2]
- フラタス・マキシマス (Cory Smoot) - ギター 
  - 2011年11月3日、秋のツアーでカナダへ移動する途中、ギタープレイヤーのコリー・スムート（フラタス・マキシマス）が他界した。この結果、バンドはこの日をもってこのキャラクターを卒業させることに決定した。

コンサートではメンバー以外に人間（奴隷）、アドルフ・ヒトラー、マイケル・ジャクソンなどのキャラクターが登場。

## ディスコグラフィ

### アルバム
- Hell-O (1988年)
- 『スカムドッグス・オブ・ザ・ユニバース』 - Scumdogs of the Universe (1990年)
- The Road Behind (1992年) ※EP
- 『愚王アメリカ破壊宣言!』 - America Must Be Destroyed (1992年)
- This Toilet Earth (1994年)
- Ragnarok (1995年)
- Carnival of Chaos (1997年)
- We Kill Everything (1999年)
- Violence Has Arrived (2001年)
- War Party |War Party (2004年)
- Live From Mt. Fuji  (2005年)
- Beyond Hell (2006年)
- Lust in Space (2009年)
- Bloody Pit of Horror (2010年)
- 『バトル・マキシマス』 - Battle Maximus (2013年) ※日本では翌年「来日記念エディション」として2枚組で発売
- 『ザ・ブラッド・オブ・ゴッズ』 - The Blood Of Gods (2017年)